# Nansen-Insel (Antarktika)
Die Nansen-Insel (französisch Île Nansen, in Argentinien Isla Nansen Sur ‚Südliche Nanseninsel‘) ist die größte der Inseln in der Wilhelmina Bay vor der Danco-Küste des Grahamlands auf der Antarktischen Halbinsel.
Teilnehmer der Belgica-Expedition (1897–1899) unter der Leitung des belgischen Polarforschers Adrien de Gerlache de Gomery entdeckten und benannten sie. Namensgeber ist der norwegische Polarforscher Fridtjof Nansen (1862–1930). Die argentinische Benennung orientiert sich am Namen Isla Nansen Norte (‚Nördliche Nanseninsel‘) für die benachbarte Insel Enterprise Island.
Aufgrund ihrer Lage vor der antarktischen Halbinsel wird sie oft im Rahmen von touristischen Seereisen angesteuert.